# Mongolenregenpfeifer

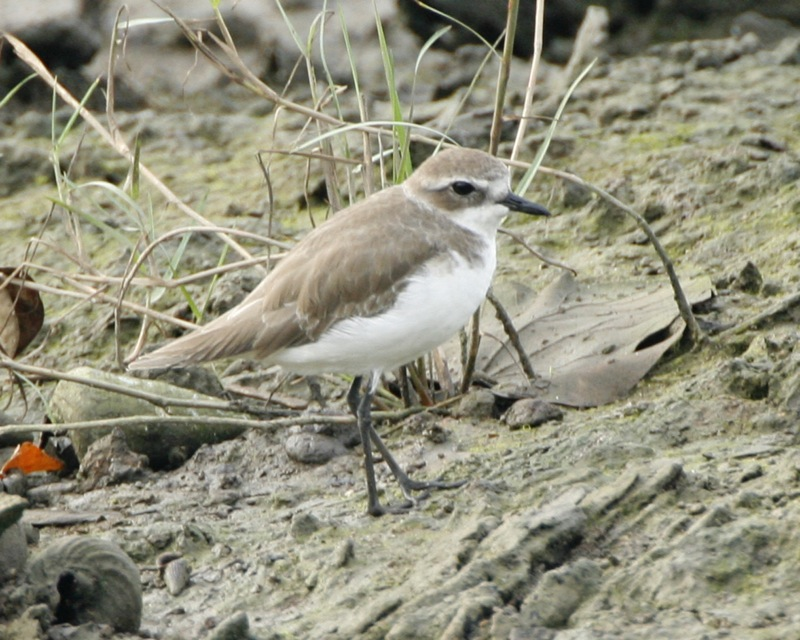
Mongolenregenpfeifer im Schlichtkleid

Der Mongolenregenpfeifer (Anarhynchus mongolus, Synonym: Charadrius mongolus) ist eine Art aus der Familie der Regenpfeifer. Die Art kommt ausschließlich in Ostasien vor. Es werden zwei Unterarten beschrieben. 
Die IUCN stuft den Mongolenregenpfeifer als nicht gefährdet (least concern) ein. Der Gesamtbestand wird grob auf 310.000 bis 390.000 geschlechtsreife Individuen geschätzt.

## Erscheinungsbild
Der Mongolenregenpfeifer erreicht eine Körperlänge von 17 bis 20 Zentimeter. Die Flügelspannweite beträgt 45 bis 55 Zentimeter. Das Gewicht variiert zwischen 50 und 75 Gramm.
Mongolenregenpfeifer haben im Prachtkleid eine weiße Stirn, die durch einen schmalen schwarzen Strich in der Mitte geteilt ist. Eine schwarze Gesichtsmaske verläuft von der Schnabelbasis über die Augen bis zu den Ohrflecken. Der Oberkopf ist braun, ein rötlich-braunes Band verläuft vom Hinternacken bis zur Vorderbrust, die Kehle ist weiß und von einem schmalen schwarzen Streifen von der rötlichbraunen Brust getrennt. Der Rücken und die Flügeldecken sind graubraun. Die Körperunterseite ist weiß mit kleinen rötlich-braunen Flecken auf den Flanken. Die Beine sind olivbraun.
Im Schlichtkleid fehlt die Gesichtsmaske und die rötlich-braune Brust. Die Vögel sind dann einheitlich graubraun auf der Körperoberseite und weißlich auf der Körperunterseite. Jungvögel ähneln den adulten im Schlichtkleid, sind aber bräunlicher auf dem Oberkopf.
Die Iris ist dunkelbraun. Der Schnabel ist dunkel graubraun. 

## Verbreitungsgebiet
Das Verbreitungsgebiet des Mongolenregenpfeifers ist der Osten Russlands. Die Art brütet auf der Tschuktschen-Halbinsel, Kamtschatka und den Kommandeurinseln. Es gibt auch einzelne Brutnachweise für die westliche Alaskaküste. Mongolenregenpfeifer werden regelmäßig auf der Sankt-Lorenz-Insel und den Aleuten beobachtet, jedoch gibt es bisher keine Brutnachweise dort.
Der Mongolenregenpfeifer ist grundsätzlich eine Vogelart der Höhenlagen, wird aber auch auf Tundraflächen und an der Küste beobachtet. Auf den Kommandeurinseln brütet die Art regelmäßig zwischen Sanddünen. Der Mongolenregenpfeifer ist ein Zugvogel, der auf den Philippinen, Indonesien und in Australien überwintert.

## Lebensweise
Der Mongolenregenpfeifer ist eine gesellig lebende Vogelart. Er geht eine monogame Saisonehe ein. Das Nest ist eine flache Mulde, die gelegentlich mit Flechten ausgelegt wird. Das Gelege besteht aus zwei bis drei Eiern. Diese sind entweder völlig zimtfarben oder sind olivgrün mit großen rotbraunen Flecken. Die Brutzeit beträgt 21 Tage. Gewöhnlich brütet ausschließlich das Männchen. Die Jungvögel sind mit 25 bis 30 Tagen flügge. Sie sind in einem Alter von einem Jahr geschlechtsreif.

## Belege

### Einzelbelege
1. ↑  Factsheet auf BirdLife International
2. ↑   Sale, S. 174
3. ↑   Sale, S. 173
4. ↑   Sale, S. 174
5. ↑   Sale, S. 174